# Balboa (moneda)
El balboa (codi ISO 4217: PAB) és la moneda oficial de Panamà, anomenada així en honor del conquistador Vasco Núñez de Balboa. Es divideix en 100 centésimos.
Des de 1903 ha estat lligada sempre al dòlar dels Estats Units (que també és moneda de curs legal a Panamà) i hi està en estricta paritat: els balboes es poden canviar per dòlars EUA a raó d'1 USD per 1 PAB en qualsevol moment.
Les actuals monedes d'1, 5, 10, 25, 50 centésimos tenen el mateix pes, mida i composició metàl·lica que les equivalents respectives en cents dels Estats Units. El Banco Nacional de Panamá ha anat emetent tradicionalment monedes d'1 balboa de la mateixa mida que la moneda de dòlar d'Eisenhower; el 2011 va posar en circulació noves monedes d'1 i 2 balboes bimetàl·liques. De bitllets de balboa no se n'emeten des del 1941, i de fet actualment no n'hi ha cap en circulació. Pel que fa als bitllets, doncs, Panamà usa els de dòlar.

## Taxes de canvi
1 EUR = 1.2883 PAB (5 de juliol del 2013)(Font: BCE. http://www.ecb.int/stats/exchange/eurofxref/html/eurofxref-graph-usd.en.html#skipnavigation)